# Пырсъю
Пырсъю — река в России, протекает по территории Троицко-Печорского района и городского округа Вуктыл Республики Коми. Устье реки находится в 274 км по левому берегу реки Илыч. Длина реки — 51 км, площадь её водосборного бассейна — 635 км².
Река берёт начало на Северном Урале, образуется слиянием небольших рек Хосая и Хомсенсория в ложбине между горами Ыджидъиз (800 м НУМ) и Сянькихусап (816 м НУМ). Начало реки находится близ границы с Ханты-Мансийским автономным округом и на глобальном водоразделе Печоры и Оби, рядом лежат верховья реки Маньняис.
В верховьях носит горный характер, но сохраняет высокую скорость течения на всём протяжении. Генеральное направление течения — юго-запад. Всё течение проходит в ненаселённой холмистой тайге на территории Печоро-Илычского заповедника. В среднем и нижнем течении часто дробится на протоки и образует острова. Ширина реки в верхнем течении около 20 метров, в среднем и нижнем течении 35-50 метров. Скорость течения в верховьях около 1,0 м/с, в среднем и нижнем течении 0,6 — 0,8 м/с.

## Притоки
- 11 км: река без названия (лв)
- 29 км: река Елперчукъёль (пр)
- 29 км: река Южный Перчукъёль (лв)
- 36 км: река Северный Перчукъёль (лв)
- река Паювтотне-Сория (пр)

## Данные водного реестра
По данным государственного водного реестра России относится к Двинско-Печорскому бассейновому округу, водохозяйственный участок реки — Печора от истока до водомерного поста у посёлка Шердино, речной подбассейн реки — Бассейны притоков Печоры до впадения Усы. Речной бассейн реки — Печора.